# Чаплыгино (Липецкая область)
Чаплы́гино — деревня Домовинского сельсовета Измалковского района Липецкой области.

## История и название
Населена на отвершке Чаплыгине, сохранившем память о каком-то человеке Чаплыгине.

## Население
| 2010 |
| ---- |
| 63   |